# Žeravino
Žeravino (izvirno srbsko Жеравино) je naselje v Srbiji, ki upravno spada pod Občino Bosilegrad; slednja pa je del Pčinjskega upravnega okraja.

## Demografija
V naselju živi 19 polnoletnih prebivalcev, pri čemer je njihova povprečna starost 55,9 let (51,6 pri moških in 59,1 pri ženskah). Naselje ima 10 gospodinjstev, pri čemer je povprečno število članov na gospodinjstvo 2,10.
Prebivalstvo je večinoma nehomogeno, a v času zadnjih treh popisov je opazno zmanjšanje števila prebivalcev.
|  |

| Demografija | Demografija     | Demografija     |
| Leto        | Št. prebivalcev | Št. prebivalcev |
| ----------- | --------------- | --------------- |
|             |                 |                 |
|             |                 |                 |
|             |                 |                 |
|             |                 |                 |
| 1948        | 178             |                 |
| 1953        | 176             |                 |
| 1961        | 152             |                 |
| 1971        | 152             |                 |
| 1981        | 68              |                 |
| 1991        | 34              | 34              |
| 2002        | 24              | 21              |
|             |                 |                 |

| Etnična sestava po popisu iz leta 2002 | Etnična sestava po popisu iz leta 2002 | Etnična sestava po popisu iz leta 2002 | Etnična sestava po popisu iz leta 2002 | Etnična sestava po popisu iz leta 2002 |
| -------------------------------------- | -------------------------------------- | -------------------------------------- | -------------------------------------- | -------------------------------------- |
| Bolgari                                | Bolgari                                |                                        | 6                                      | 28,57%                                 |
| Srbi                                   | Srbi                                   |                                        | 4                                      | 19,04%                                 |
| Makedonci                              | Makedonci                              |                                        | 1                                      | 4,76%                                  |
| Neznano                                | Neznano                                |                                        | 0                                      | 0,0%                                   |